# Fernando Vandelli
Fernando Giuseppe Maria Vandelli (né le 5 avril 1907 à Modène et mort le 13 juillet 1977 dans la même ville) est un athlète italien, spécialiste du lancer du marteau.

## Carrière
Fernando Vandelli se classe neuvième du concours de lancer du marteau aux Jeux olympiques de 1932 à Los Angeles.
Lors des Championnats d'Europe de 1934 à Turin, il remporte la médaille d'argent avec un lancer à 48,69 m, derrière le Finlandais Ville Pörhölä.

### Palmarès
| Date | Compétition           | Lieu        | Résultat | Épreuve           |
| ---- | --------------------- | ----------- | -------- | ----------------- |
| 1932 | Jeux olympiques       | Los Angeles | 9e       | Lancer du marteau |
| 1934 | Championnats d'Europe | Turin       | 2e       | Lancer du marteau |

### Records
| Épreuve           | Performance | Lieu | Date |
| ----------------- | ----------- | ---- | ---- |
| Lancer du marteau | 49,28 m     |      | 1932 |